# Vince Lia
Vince Lia (18 de marzo de 1985 en Shepparton) es un futbolista australiano que posee la nacionalidad italiana. Juega como mediocampista en el Perth Glory.

## Carrera
Debutó en 2001 en el South Melbourne, donde jugó hasta 2004. Luego de un corto paso por el Fawkner-Whittlesea Blues en 2005, fue contratado por el Melbourne Victory, donde se desempeñó hasta 2007, cuando fichó para el Wellington Phoenix. Luego de disputar casi 200 partidos con el club neozelandés en diez años, lo dejó en 2017 para firmar con el Adelaide United. Dos años y medio después, en enero de 2020, fichó por el Perth Glory.

### Clubes
| Club                     | País          | Año             |
| ------------------------ | ------------- | --------------- |
| South Melbourne          | Australia     | 2001 - 2004     |
| Fawkner-Whittlesea Blues | Australia     | 2005            |
| Melbourne Victory        | Australia     | 2005 - 2007     |
| Wellington Phoenix       | Nueva Zelanda | 2007 - 2017     |
| Adelaide United          | Australia     | 2017 - 2020     |
| Perth Glory              | Australia     | 2020 - Presente |

### Selección nacional
Entre 2002 y 2007 llegó a disputar 37 encuentros entre las categorías sub-17, sub-20 y sub-23 de Australia. Ganó el Campeonato Sub-20 de la OFC 2005 y disputó la Copa Mundial Sub-20 de 2003 y de 2005.

## Palmarés

### Títulos nacionales
| Título   | Club              | País      | Año     |
| -------- | ----------------- | --------- | ------- |
| A-League | Melbourne Victory | Australia | 2006-07 |

### Títulos internacionales
| Título                | Club (*)         | País          | Año  |
| --------------------- | ---------------- | ------------- | ---- |
| Campeonato Sub-20 OFC | Selección sub-20 | Islas Salomón | 2005 |

(*) Incluyendo la selección.